# Renașterea Disney

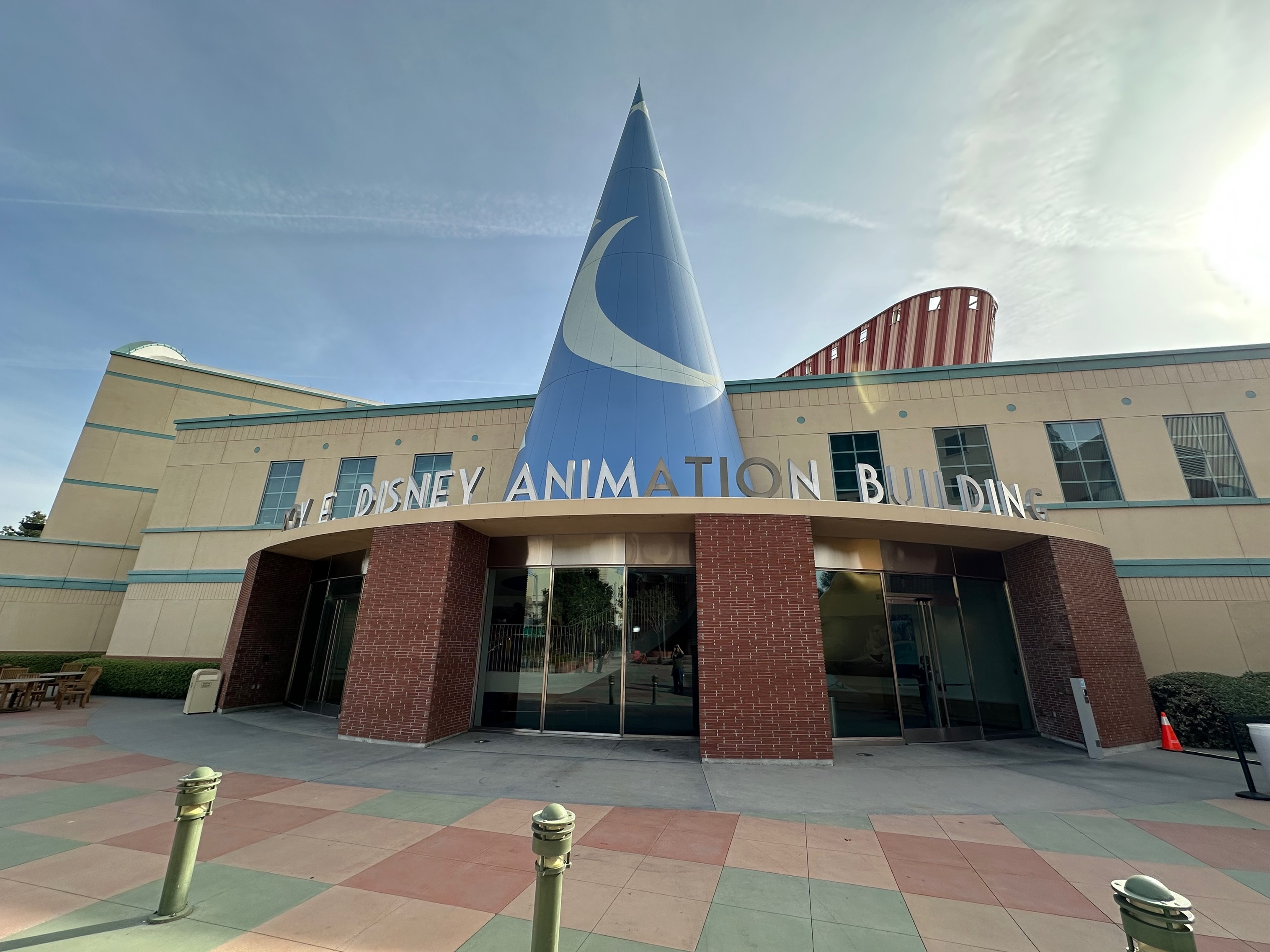
Clădirea Roy E. Disney Animation, deschisă în 1995 ca noul sediu al Studiourilor de Animație Walt Disney.

Renașterea Disney este numele dat unei perioade din istoria cinematografiei americane, cuprinsă între anii 1989 și 1999, care s-a remarcat prin avansul tehnologic, și succesul critic și comercial al producțiilor Studiourilor de Animație Walt Disney. Aceste filme au fost, în mare parte, adaptări muzicale ale unor povești cunoscute, realizate după tiparul din epoca lui Walt Disney (anii 1930-1960).
Filmele de animație lansate de Disney în această perioadă sunt: Mica sirenă (1989), Salvatorii în Australia (1990), Frumoasa și bestia (1991), Aladdin (1992), Regele Leu (1994), Pocahontas (1995), Cocoșatul de la Notre-Dame (1996), Hercules (1997), Mulan (1998) și Tarzan (1999).

## Istorie

### Anii de cumpănă
După moartea lui Walt și a lui Roy O. Disney (în 1966, și, respectiv, 1971), Walt Disney Productions a fost lăsată în mâinile lui Donn Tatum, Card Walker și a ginerelui lui Walt, Ron Miller. În timp ce anumite filme, precum Micii salvatori (1977), au avut succes comercial și critic, în general, filmele lansate în perioada de 18 ani care a urmat morții fraților Disney nu au avut performanțe la fel de bune ca lucrările anterioare ale studioului. O lovitură deosebit de dură a fost dată în timpul producției filmului Vulpea și câinele (1981), când animatorul de lungă durată Don Bluth a părăsit departamentul de animație pentru a-și înființa propriul studio rival, Don Bluth Productions, luând cu el unsprezece animatori. Cu 17% dintre animatori acum plecați, producția filmului Vulpea și câinele a fost amânată cu șase luni.
Disney a făcut schimbări organizatorice majore la mijlocul anilor 1980, după ce a scăpat la limită de o tentativă ostilă de preluare, din partea omului de afaceri Saul Steinberg. Michael Eisner, fost director general al Paramount Pictures, a devenit CEO în 1984, iar asociatul său de la Paramount, Jeffrey Katzenberg, a devenit director al studioului. După eșecul de box office al filmului cu rating PG, Cazanul negru (1985), viitorul departamentului de animație a fost pus în pericol. Contrar unei politici de 30 de ani a studioului, compania a înființat o divizie de animație pentru televiziune (acum Disney Television Animation), care a produs seriale precum Aventurile Ursuleților Gummy și Povești cu Mac-Mac. Cu interesul de a salva ceea ce el credea că este activitatea principală a studioului, Roy E. Disney, care demisionase din companie în 1984, l-a convins pe Eisner să îl lase să se întoarcă și să supervizeze departamentul de animație, în speranța de a-i redresa evoluția.

### Succesul
Disney a inițiat dezvoltarea filmului Mica sirenă (1989) încă din anii 1930, iar în 1988, după succesul filmului Cine vrea pielea lui Roger Rabbit? de la Touchstone Pictures, studioul a decis să facă din acest film un muzical, la fel ca multe dintre filmele sale de animație anterioare, dar cu un aer mai apropiat de Broadway. Textierul Howard Ashman și compozitorul Alan Menken, care lucraseră pe Broadway cu câțiva ani înainte la Little Shop of Horrors, alături de Peter Schneider, s-au implicat în producție, scriind și compunând cântecele și partitura pentru film. La lansare, Mica sirenă a fost un succes critic și comercial. A câștigat două premii Oscar, pentru cel mai bun cântec original („Under the Sea”) și pentru cea mai bună coloană sonoră originală, obținând o nominalizare suplimentară pentru cel mai bun cântec original, pentru „Kiss the Girl”.
Salvatorii în Australia (1990) a fost lansat ca primul sequel produs de Walt Disney Feature Animation. Filmul a fost primit pozitiv, dar nu a avut un succes financiar la fel de mare ca și Mica sirenă. Cu toate acestea, s-a remarcat prin faptul că a fost primul film produs în întregime cu ajutorul noului sistem Disney, Computer Animation Production System (CAPS). Restul filmelor de animație tradițională din această perioadă vor fi produse cu ajutorul CAPS.

Scenă din Frumoasa și bestia (1991), realizată cu ajutorul imaginilor generate de computer (CGI) și a software-ului Computer Animation Production System (CAPS).

Frumoasa și bestia (1991) a fost următorul film Disney, și s-a dovedit a fi un imens succes critic și comercial. A fost primul film de animație nominalizat la Premiul Oscar pentru cel mai bun film, și a câștigat Premiul Globul de Aur pentru cel mai bun film (muzical sau comedie) și două Premii Oscar, pentru cea mai bună coloană sonoră și cel mai bun cântec („Beauty and the Beast”). Frumoasa și bestia a primit, de asemenea, o nominalizare la Oscar pentru cel mai bun sunet, precum și alte două nominalizări pentru cel mai bun cântec original. Pe lângă faptul că a fost filmul de animație Disney cu cele mai mari încasări la momentul respectiv, a fost primul film de animație care a atins 100 de milioane de dolari în box office în SUA. Succesul a dat naștere și unei campanii profitabile de merchandising. În 1994, a fost primul film al Renașterii Disney care a primit o adaptare pe Broadway.
Au urmat Aladdin (1992) și Regele Leu (1994), ambele filme având cele mai mari încasări la nivel mondial în anii în care au fost lansate. Regele Leu a devenit filmul de animație cu cele mai mari încasări la momentul respectiv, și rămâne filmul de animație tradițională cu cele mai mari încasări din istorie (neajustat pentru inflație). Howard Ashman a scris mai multe cântece pentru Aladdin înainte de a muri, dar doar trei au fost folosite, în cele din urmă, în film. Tim Rice s-a alăturat proiectului, și a completat partitura împreună cu Alan Menken. Rice a colaborat mai târziu cu Elton John și Hans Zimmer pentru Regele Leu, după ce ABBA a refuzat oferta de a scrie cântece pentru film. Ambele filme au câștigat premiile Oscar pentru cel mai bun cântec original („A Whole New World” și „Can You Feel the Love Tonight”) și cea mai bună coloană sonoră. De asemenea, Aladdin a obținut o nominalizare suplimentară la Oscar pentru cel mai bun cântec original, și nominalizări pentru cel mai bun sunet și cel mai bun montaj al efectelor sonore, pentru un total de cinci nominalizări. Regele Leu a obținut două nominalizări suplimentare la Oscar pentru cel mai bun cântec original, ceea ce i-a conferit un total de patru nominalizări.
Următorul film de animație Disney, Pocahontas (1995), a obținut critici mixte la lansare, dar a câștigat 346 de milioane de dolari în întreaga lume, și a obținut două premii Oscar, pentru cea mai bună coloană sonoră și cel mai bun cântec original („Colors of the Wind”). Cu toate acestea, încasările sale au fost mult mai mici în comparație cu cele obținute de Regele Leu în anul precedent. În anul următor, Cocoșatul de la Notre Dame (1996), primul film de animație Disney produs cu un buget de peste 100 de milioane de dolari, s-a deschis cu recenzii mai bune decât Pocahontas, dar cu încasări totale mai mici, de 325 de milioane de dolari. 
Când Hercules (1997), cu cântece de Alan Menken și David Zippel, a obținut încasări de 252 de milioane de dolari - cu 73 de milioane de dolari mai puțin decât Cocoșatul de la Notre Dame - la box office, presa a început să sugereze în mod deschis că animația Disney se află pe un trend descendent al lansărilor sale de filme de animație. Deși a obținut mai multe critici pozitive decât Pocahontas și Cocoșatul de la Notre Dame, a fost în continuare vulnerabil la concurența unor companii precum DreamWorks Animation și Pixar.
Penultimul film renascentist al Disney, Mulan (1998), cu o coloană sonoră semnată de Jerry Goldsmith, și cântece de Matthew Wilder și David Zippel, a obținut încasări de 304 milioane de dolari la nivel mondial, restabilind prestigiul comercial și critic al producțiilor Disney. Lansarea filmului Tarzan (1999) este văzută retrospectiv ca fiind sfârșitul epocii Renașterii. Cu o coloană sonoră de Mark Mancina și cântece de Phil Collins, Tarzan a câștigat un Oscar pentru cel mai bun cântec original („You'll Be in My Heart”), și a devenit cel mai de succes film Disney din punct de vedere comercial de după Regele Leu, câștigând 448 de milioane de dolari la box office, și recenzii pozitive pe scară largă.

## Filme

### Recepție
Ron Clements și John Musker au cele mai multe filme regizate în epoca Renașterii, cu câte trei fiecare. Cele mai multe dintre filmele lansate de Disney în epoca Renașterii au fost primite favorabil. Potrivit site-ului de agregare a recenziilor, Rotten Tomatoes, șase dintre filme - Mica Sirenă, Frumoasa și bestia, Aladdin, Regele Leu, Mulan și Tarzan - au obținut cote de aprobare de peste 85%, primele patru fiind denumite de Roger Ebert: „cele patru mari”. Pocahontas are cea mai slabă recepție dintre filmele Disney din epoca Renașterii.
| Film                       | Regizori                    | Rotten Tomatoes           | Metacritic       |
| -------------------------- | --------------------------- | ------------------------- | ---------------- |
| Mica sirenă                | Ron Clements, John Musker   | 93% (8.1/10 rating mediu) | 88 (24 evaluări) |
| Salvatorii în Australia    | Hendel Butoy, Mike Gabriel  | 71% (6.2/10 rating mediu) | 70 (19 evaluări) |
| Frumoasa și bestia         | Gary Trousdale, Kirk Wise   | 94% (8.5/10 rating mediu) | 95 (22 evaluări) |
| Aladdin                    | Ron Clements, John Musker   | 95% (8.2/10 rating mediu) | 86 (25 evaluări) |
| Regele Leu                 | Roger Allers, Rob Minkoff   | 93% (8.5/10 rating mediu) | 88 (30 evaluări) |
| Pocahontas                 | Mike Gabriel, Eric Goldberg | 54% (6/10 rating mediu)   | 58 (23 evaluări) |
| Cocoșatul de la Notre-Dame | Gary Trousdale, Kirk Wise   | 71% (7.1/10 rating mediu) | 74 (28 evaluări) |
| Hercules                   | Ron Clements, John Musker   | 84% (7/10 rating mediu)   | 74 (22 evaluări) |
| Mulan                      | Barry Cook, Tony Bancroft   | 86% (7.6/10 rating mediu) | 71 (24 evaluări) |
| Tarzan                     | Kevin Lima, Chris Buck      | 89% (7.6/10 rating mediu) | 79 (27 evaluări) |

### Box office
| Film                       | Data lansării     | Încasări       | Încasări       | Încasări       | Buget        | Note   |
| Film                       | Data lansării     | Statele Unite  | Extern         | Global         | Buget        | Note   |
| -------------------------- | ----------------- | -------------- | -------------- | -------------- | ------------ | ------ |
| Mica sirenă                | 17 noiembrie 1989 | $111,543,479   | $99,800,000    | $235,343,479   | $40,000,000  | [ 55 ] |
| Salvatorii în Australia    | 16 noiembrie 1990 | $27,931,461    | $19,468,539    | $47,400,000    | $27,000,000  | [ 56 ] |
| Frumoasa și bestia         | 22 noiembrie 1991 | $218,967,620   | $224,033,956   | $443,001,576   | $25,000,000  | [ 57 ] |
| Aladdin                    | 25 noiembrie 1992 | $217,350,219   | $286,700,000   | $504,150,219   | $28,000,000  | [ 58 ] |
| Regele Leu                 | 24 iunie 1994     | $422,783,777   | $545,700,000   | $968,583,777   | $45,000,000  | [ 59 ] |
| Pocahontas                 | 23 iunie 1995     | $141,579,773   | $204,500,000   | $346,179,773   | $55,000,000  | [ 60 ] |
| Cocoșatul de la Notre-Dame | 21 iunie 1996     | $100,138,851   | $225,200,000   | $325,338,851   | $70,000,000  | [ 61 ] |
| Hercules                   | 27 iunie 1997     | $99,112,101    | $153,600,000   | $252,712,101   | $85,000,000  | [ 63 ] |
| Mulan                      | 19 iunie 1998     | $120,620,254   | $183,700,000   | $304,320,254   | $90,000,000  | [ 64 ] |
| Tarzan                     | 18 iunie 1999     | $171,091,819   | $277,100,000   | $448,191,819   | $130,000,000 | [ 65 ] |
| Total                      | Total             | $1,631,119,354 | $2,192,353,617 | $3,875,321,849 |              |        |

### Premii
| An   | Film                       | Premii Oscar | Premii Oscar |
| An   | Film                       | Nominalizări | Câștiguri    |
| ---- | -------------------------- | ------------ | ------------ |
| 1989 | Mica sirenă                | 3            | 2            |
| 1991 | Frumoasa și bestia         | 6            | 2            |
| 1992 | Aladdin                    | 5            | 2            |
| 1994 | Regele Leu                 | 4            | 2            |
| 1995 | Pocahontas                 | 2            | 2            |
| 1996 | Cocoșatul de la Notre-Dame | 1            | 0            |
| 1997 | Hercules                   | 1            | 0            |
| 1998 | Mulan                      | 1            | 0            |
| 1999 | Tarzan                     | 1            | 1            |

## Moștenire
Mulți au atribuit succesul Renașterii Disney unei colecții de asemănări cheie care se regăsesc în majoritatea filmelor dintre 1989 și 1999. Au fost puse în scenă numere muzicale în stil Broadway, care au făcut ca narațiunea fiecărei pelicule să avanseze. Personajele au folosit cântece pentru a-și prezenta emoțiile interioare. Cele mai multe dintre filmele Renașterii au avut cântece în care personajul principal cânta despre ceea ce își dorește de la viață, precum și numere de coruri conduse de distribuția secundară. Criticii au spus, de asemenea, că stilul muzical al filmelor Renașterii variază de la unul la altul. Un exemplu ar fi Mica sirenă, care conține numere muzicale în stil Calypso caraib, iar Hercule folosește Motown în coloana sonoră.
Se spune, de asemenea, că utilizarea de CAPS, secvențele de acțiune și includerea unor celebrități ca actori vocali au atras publicul. Interpretarea lui Robin Williams în rolul lui Genie din Aladdin este motivul pentru care mulți cred că alte studiouri au început să distribuie celebrități ca actori vocali în filmele lor de animație.
Succesul Renașterii Disney a atras atenția multor studiouri de animație și studiouri de film. Marile case de producție au înființat noi divizii de animație, cum ar fi Fox Animation Studios, Warner Bros. Feature Animation și DreamWorks Animation, pentru a reproduce succesul Disney, transformându-și filmele de animație în muzicaluri. Printre exemplele remarcabile se numără Un pisoi la Hollywood (1997), Sabia magică (1998) și Prințul Egiptului (1998).